# CMPK1
CMPK1 (англ. Cytidine/uridine monophosphate kinase 1) – білок, який кодується однойменним геном, розташованим у людей на короткому плечі 1-ї хромосоми.  Довжина поліпептидного ланцюга білка становить 196 амінокислот, а молекулярна маса — 22 222.
| 10         |  | 20         |  | 30         |  | 40         |  | 50         |
| ---------- |  | ---------- |  | ---------- |  | ---------- |  | ---------- |
| MKPLVVFVLG |  | GPGAGKGTQC |  | ARIVEKYGYT |  | HLSAGELLRD |  | ERKNPDSQYG |
| ELIEKYIKEG |  | KIVPVEITIS |  | LLKREMDQTM |  | AANAQKNKFL |  | IDGFPRNQDN |
| LQGWNKTMDG |  | KADVSFVLFF |  | DCNNEICIER |  | CLERGKSSGR |  | SDDNRESLEK |
| RIQTYLQSTK |  | PIIDLYEEMG |  | KVKKIDASKS |  | VDEVFDEVVQ |  | IFDKEG     |

A: Аланін

C: Цистеїн

D: Аспарагінова кислота

E: Глутамінова кислота

F: Фенілаланін

G: Гліцин

H: Гістидин

I: Ізолейцин

K: Лізин

L: Лейцин

M: Метіонін

N: Аспарагін

P: Пролін

Q: Глутамін

R: Аргінін

S: Серин

T: Треонін

V: Валін

W: Триптофан

Кодований геном білок за функціями належить до трансфераз, кіназ, фосфопротеїнів. 
Задіяний у таких біологічних процесах як біосинтез піримідинів, ацетиляція, альтернативний сплайсинг. 
Білок має сайт для зв'язування з АТФ, нуклеотидами. 
Локалізований у цитоплазмі, ядрі.